# قلعه ایکدا (ولایت ستسو)

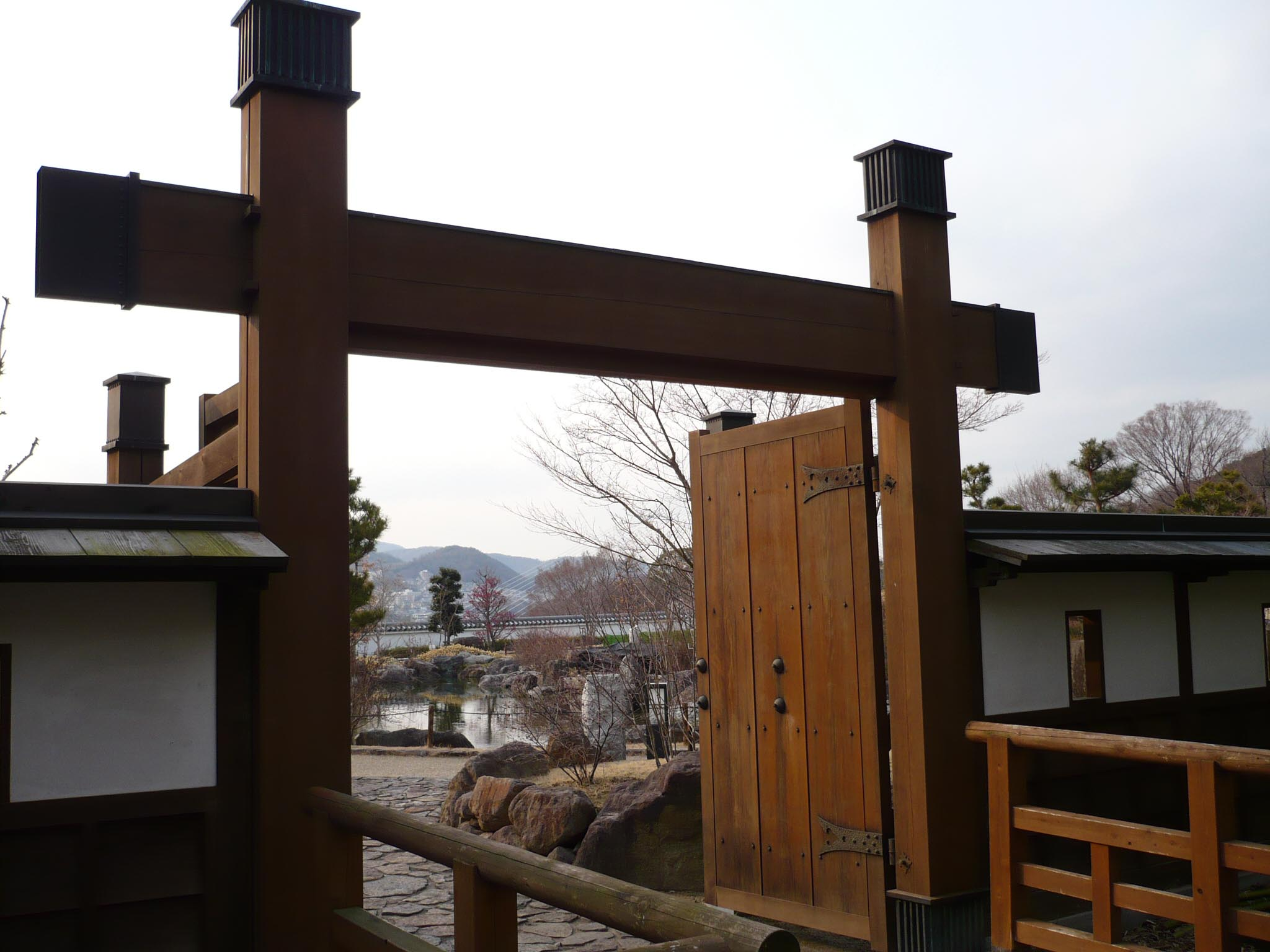

قلعه ایکدا (به ژاپنی: 池田城 いけだじょう)، یک قلعه ژاپنی درایکه‌دا، اوساکا استان اوساکا که در سال ۱۳۳۴ میلادی ساخته شده است.